# Черната стрела
„Черната стрела“ (на италиански: La freccia nera) е италианска приключенска поредица, създадена по едноименния роман на Робърт Луис Стивънсън.

## Продукция
В оригиналния си формат поредицата се състои от шест епизода, които са излъчени за първи път по Canale 5 през есента на 2006 г.
Минисериалът е вдъхновен от едноименния роман на Робърт Луис Стивънсън, както и от телевизионната драма Черната стрела, излъчена за първи път от RAI през 1968 г.

## Сюжет
Действието се развива в средата на 15 век в Тирол, тоест в територии, към които претенции имат империята на Хабсбургите и Папската държава. Това са земи, различни от тези, в които се развива действието на романа на Стивънсън. Тази зона е стратегически важна, ревниво оспорвана от местни владетели. Сред тях е Раниеро от Ротембург, лоялен към Хабсбургите и решен да разшири тяхната територия. Неговият най-голям враг е Никола Кузано, епископът на Бресаноне, верен на Папата.
Тъй като те са изправени в битка един срещу друг, Раниеро изпраща Марко ди Монфорте – момче, което е отгледал като свой собствен син. Марко се запознава с Джована Бентиволио. Тя е сирак, но Кузано я е отгледал като своя дъщеря. Когато обаче Марко научава, че Раниеро е убил бащата на Джована, той се обръща срещу него, на страната на Джована. Марко се присъединява към групата „Черната стрела“, която се бори срещу всяка несправедливост. В шеметна обстановка на нападения, предателства и интриги, Марко и Джована се борят за своята любов. Те вярват, че справедливостта трябва да надделее над отмъщението.

## Критически прием
Поредицата, която получава добри отзиви, помага за старта на кариерата на Рикардо Скамарчо. Някои медии обръщат специално внимание на сцената, в която Мартина Стела за пръв път се показва гола до кръста.